# Туї Грм
Туї Грм (словен. Tuji Grm) — поселення в общині Любляна, Осреднєсловенський регіон, Словенія. Висота над рівнем моря: 704,1 м.